# Marktsackpfeife

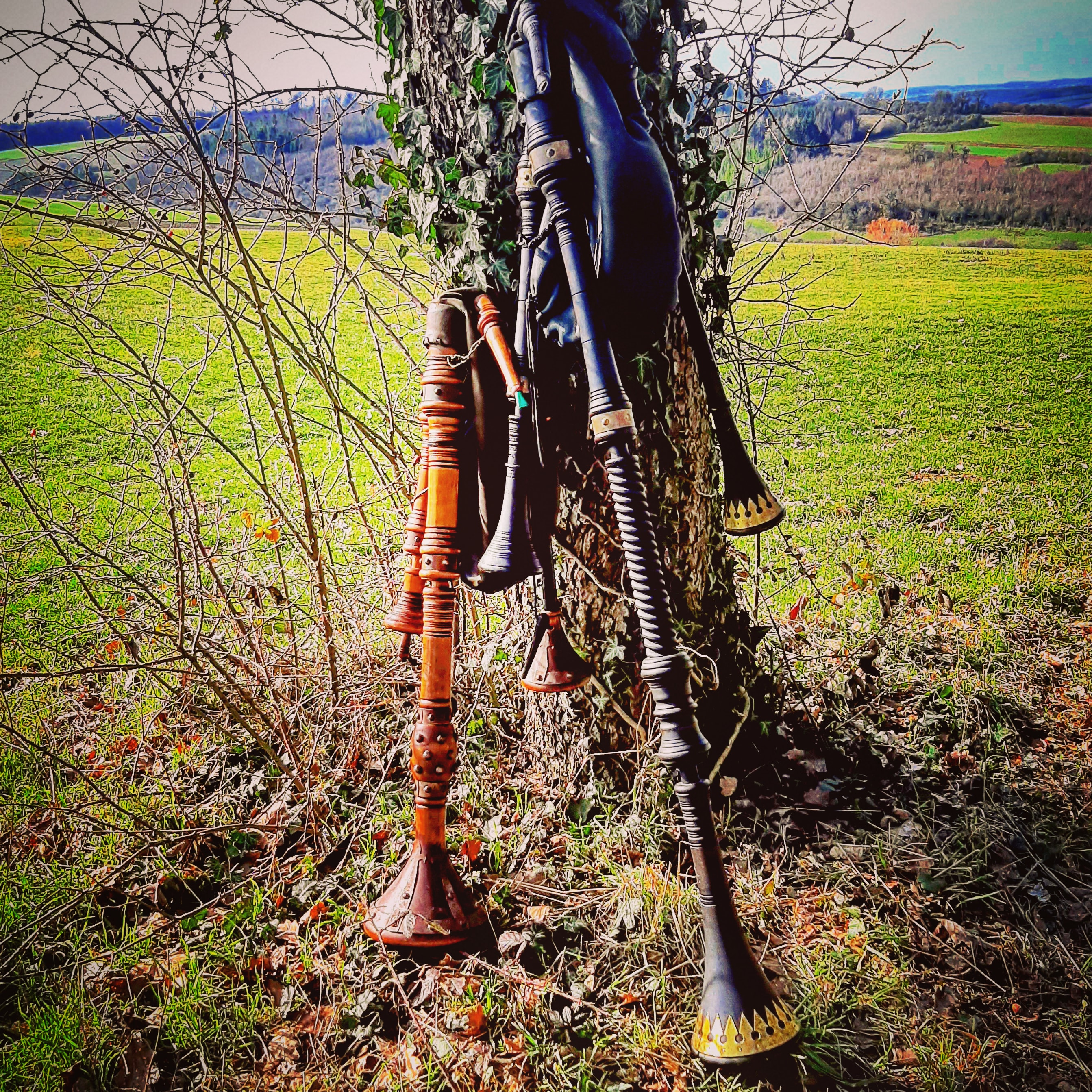
Marktsackpfeifen mit Grundton A (links) und Grundton D (rechts)

Die Marktsackpfeife ist eine sehr laut klingende, mundgeblasene Sackpfeife mit einer konisch gebohrten Spielpfeife und ein bis drei Bordunen. Die Bezeichnung steht für lautstarke Sackpfeifen unterschiedlicher Bauart auf Mittelaltermärkten, ursprünglich wurden bei gewöhnlichen Volksfesten in der DDR eingesetzte Sackpfeifen so benannt. Die Bauform mit zwei Bordunen ist am weitesten verbreitet. Die konisch gebohrte Spielpfeife hat üblicherweise sieben vorderständige Grifflöcher und ein hinterständiges Loch für den linken Daumen; die Griffweise der Spielpfeife ist normalerweise offen, wobei die offenen Griffe den Tonvorrat einer dorischen Tonleiter auf dem Grundton A ergeben. Es besteht bei vielen Marktsackpfeifen zusätzlich die Option, den Bordun einen Ton tiefer zu stimmen, um somit in G spielen zu können. Die Gabelgriffe zur Erzeugung leiterfremder Töne funktionieren je nach Instrument gut bis fast gar nicht, jedoch wird der Gabelgriff zur Erzeugung der kleinen Moll-Sexte (f‘‘ auf dem Grundton A) bei nahezu allen Herstellern als Standard angesehen. Die Spielpfeife ist mit einem Doppelrohrblatt, die Bordune sind mit Einfachrohrblättern ausgestattet. Sowohl die Spielpfeife als auch die Bordune sind üblicherweise mit großen Schallbechern versehen, die meist einem Exponentialtrichter angenähert sind.

## Entstehungsgeschichte

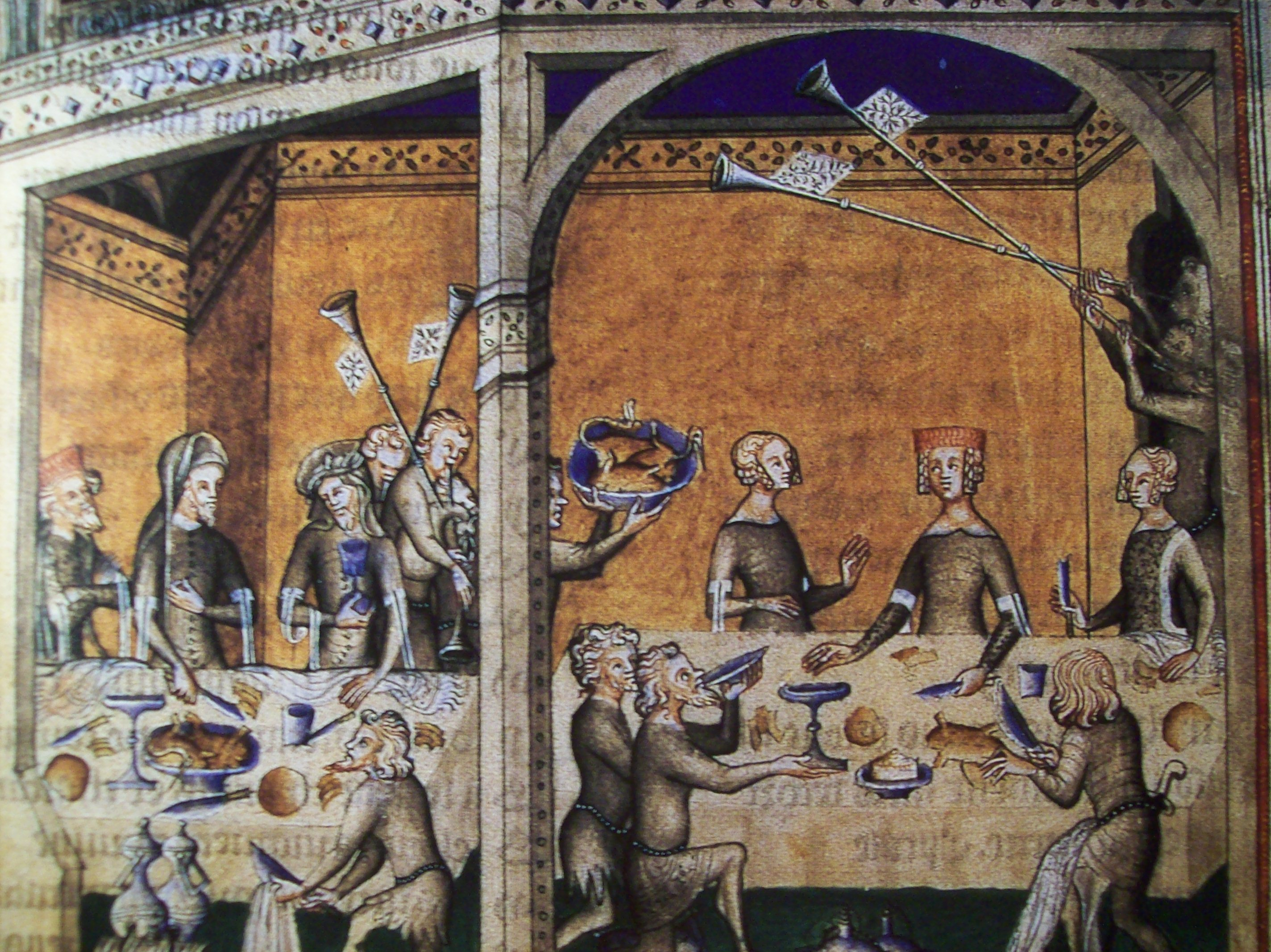
Große Dudelsäcke des 14. Jahrhunderts

Die ersten Rekonstruktionen in der Musik des Mittelalters gespielter Sackpfeifen entstanden in den 1970er Jahren in Westdeutschland, man orientierte sich dabei an mittelalterlichen Abbildungen und an den Blockflötenstimmungen F und C. Die moderne Marktsackpfeife wurde u. a. von Klaus Stecker und Roman Streisand in den frühen 1980er Jahren entwickelt. Roman Streisand wollte für die Freiluftauftritte seiner Gruppe Instrumente zur Verfügung haben, die bezüglich der Lautstärke den Great Highland Bagpipes entsprachen. Die Entwicklung der Spielpfeife begann Anfang der 1980er Jahre auf Basis einiger von Klaus Stecker gebauten Schalmeien in F, die Roman Streisand weiter modifizierte, bis über mehrere Zwischenstufen hinweg (Grundton Fis und G) das Ergebnis in Form einer A-dorischen Marktsackspielpfeife vorlag. Die allgemeine Transition zum Grundton A (Sechsfingerton) anstatt des zuerst üblichen G (unterster Ton/Leitton) begann in der DDR-Dudelsackszene etwa in der Mitte der 1980er Jahre, und war vor allem durch die Tatsache bedingt, dass die damals immer populärer werdenden Mittelalter-Stücke die Spielbarkeit der Tonarten Moll und Dorisch erforderten. Diese Variante erwies sich als sehr erfolgreich und konnte sich in der Szene während des nächsten Jahrzehnts durchsetzen.
Ursprünglich war man bezüglich der Optik um ikonografische Originaltreue bemüht, sodass bis heute viele Marktsackpfeifen ein optisch relativ authentisches Design mit Oktav- und Quintbordun im gegabelten Doppelholzstock besitzen. Daher wurden die Spielpfeifen mit einem steilen Konus und Schalltrichtern wie bei der bretonischen Bombarde gebaut.

## Vergleich zu mittelalterlichen Sackpfeifen

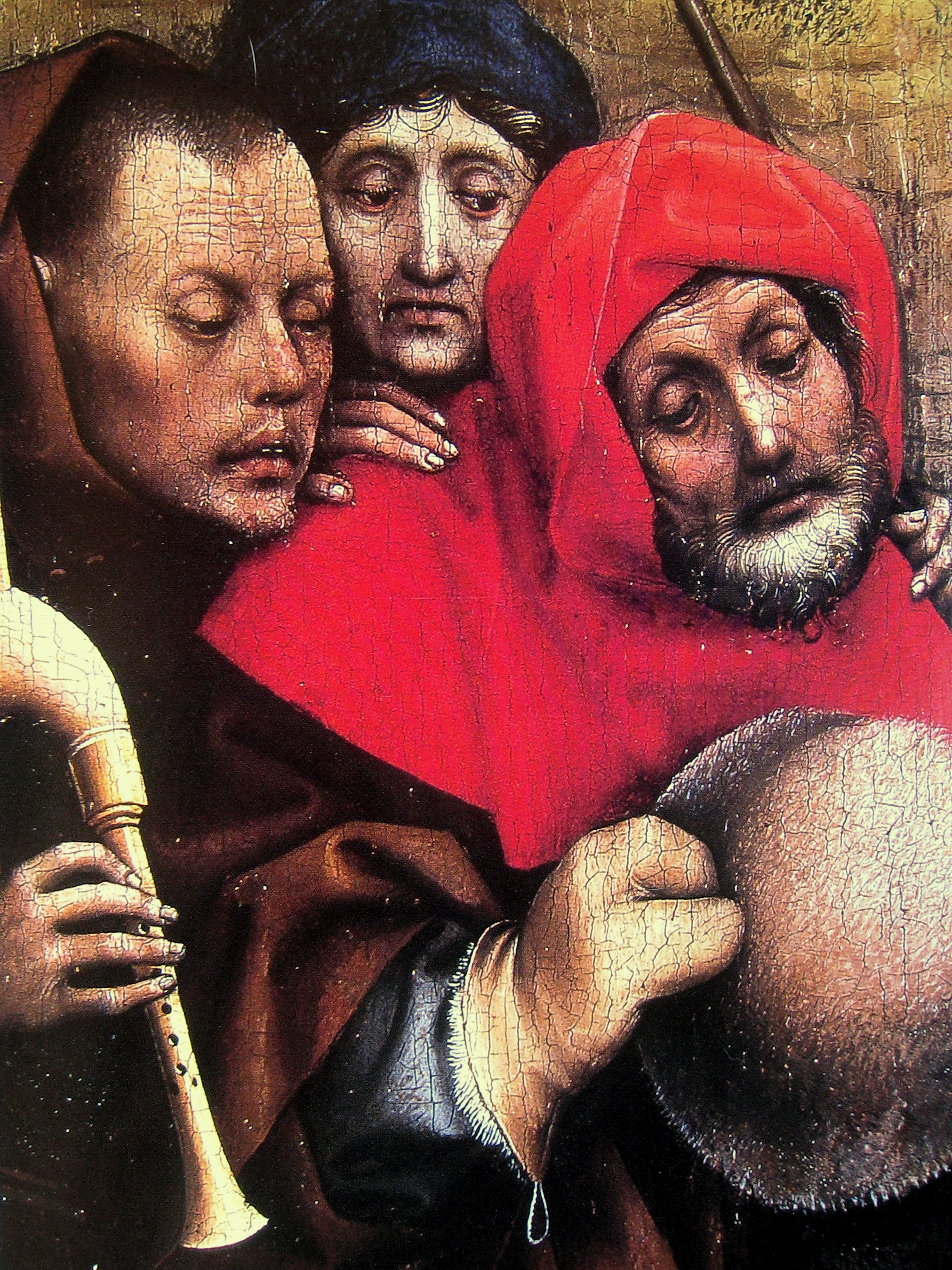
Ausschnitt aus La Nativité von Robert Campin, ca. 1420–25

Es existieren mehrere Originalfunde von Holzblasinstrumenten aus dem Spätmittelalter, welche derzeit den Archäologen und Musikwissenschaftlern bekannt sind. Der wichtigste Fund ist die sogenannte Rostocker Spielpfeife, ein Rohrblattinstrument, welches auf das frühe 15. Jahrhundert datiert wird.  Das Design der Pfeife lässt den Schluss zu, dass diese mit großer Wahrscheinlichkeit einmal in einer Sackpfeife Verwendung fand, was auch durch ikonografische Quellen belegt werden konnte (siehe Bild rechts). Damit ist die Rostocker Spielpfeife tatsächlich das einzige der Wissenschaft vorliegende physische Beispiel einer Sackpfeife aus dem historischen Mittelalter. Rekonstruktionsversuche durch Alexander Remdes und Horst Grimm (siehe Gehler 2004) haben gezeigt, dass diese leicht konisch gebohrte Spielpfeife eine chromatische Tonskala zwischen Grundton as‘ und f‘‘ besitzt und eine kleine Untersekunde als Grund- bzw. Leitton aufweist.
Ein weiterer Rekonstruktionsversuch liegt von Thomas Rezanka vor, den er unter Einbeziehung zusätzlicher Informationen über die Spielpfeife tätigte. Daraus ergab sich ein Tonumfang, der weitgehend identisch zu dem der vorherigen Rekonstruktion von Grimm und Remdes ist. Die einzige Veränderung besteht in einer zusätzlichen Erweiterung der Tonskala um jeweils einen halben Ton nach oben und nach unten (g‘ bis fis‘‘), wobei das as‘/gis‘ als Grundton die beste Lösung darstellt. Der Tonvorrat ab dem Grundton aufwärts (as‘/gis‘ - fis‘‘) ergibt, bei offener Griffweise, eine kleine Terz und eine kleine Sexte, wobei die Letztere mithilfe des Daumenloches oder eines Gabelgriffes auch als große Sexte gespielt werden kann. Dadurch tendiert die Spielpfeife konstruktiv zu den Tonarten Moll und Dorisch, was im Kontext der Popularität der dorischen und hypomixolydischen Modi im Mittelalter als schlüssig erscheint. Damit hat die Orientierung der Marktsackpfeife am dorischen Modus zwar eine weitgehend historisch fundierte Grundlage, eine technische Verwandtschaft oder gar Kontinuität zwischen der modernen Marktsackpfeife und den historischen Sackpfeifen des 14. und 15. Jahrhunderts hat es zu keinem Zeitpunkt gegeben.

### Vergleich mit der Great Highland Bagpipe
Da heute viele modifizierte Spielpfeifen der Great Highland Bagpipe (GHB) in Marktsackpfeifen verwendet werden, gibt es selbst in den Profi-Kreisen eine recht verbreitete Vorstellung, dass die Marktsackpfeife selbst eine Art Kopie der schottischen Highland Pipes darstelle. Wie die Entstehungsgeschichte der Marktsackpfeife jedoch belegt, ist eine solche Herstellungsweise eine Entwicklung die erst ab 1989 stattfand, denn szenetypische Spielpfeifen der 1980er Jahre von Klaus Stecker und Roman Streisand lassen keine unmittelbare technische Verwandtschaft mit den chanter einer GHB erkennen; die in diesen Marktsackspielpfeifen verwendete Rohrblätter waren modifizierte Oboenblätter und spätere Eigenentwicklungen auf Basis einiger Vorlagen aus dem Bereich der flämischen Sackpfeifen. Die offiziell angegebenen Tonfolgen (G-A-H-C-D-E-F-G-A) der GHB und der Marktsackpfeife sind, trotz oberflächlicher Ähnlichkeit, ebenfalls nicht kompatibel, da es sich in der Praxis um verschiedene Tonarten und verschiedene Grundstimmungen handelt. Erst mit der endgültigen Etablierung des Grundtons A am Anfang der 1990er Jahre begannen Sackpfeifenspieler und -bauer wie Klaus Stecker, Carsten Liehm und Wim Dobbrisch mit ihren Versuchen die Lautstärke der Marktsackpfeife deutlich zu steigern, was auch zur Verwendung der Rohrblätter der GHB führte.

## Stimmung und Tonvorrat
Der Tonumfang der Spielpfeife beträgt eine große None beginnend mit dem Ton g1, wobei – bedingt durch die Mensur und die verwendeten Rohrblätter – nur wenige Instrumente musikalisch brauchbar überblasen werden können. Bei einbordunigen Instrumenten ist der Bordun auf den Ton A gestimmt. Bei zweibordunigen Instrumenten ist die häufigste Stimmung A+e0. Die Stimmung A+a0 ist selten. Bei dreibordunigen Instrumenten ist die Stimmung A+e0+a0, seltener A+a0+a1. Der Tonvorrat einer offen gegriffenen auf a' = 440 Hz rein gestimmten Marktsackpfeife unter Anwendung der deutschen Blockflötengriffweise (die Abweichung von der gleichstufigen Stimmung wird in der rechten Spalte dargestellt):
| Ton  | Cent |
| g'   | -4   |
| a    | 0    |
| h'   | +4   |
| c"   | +16  |
| d"   | -2   |
| e"   | +2   |
| fis" | -16  |
| g"   | -4   |
| a"   | 0    |

Je nach Hersteller und Rohrblatt können verschiedene Halbtöne erzeugt werden, wobei die meisten Hersteller eine befriedigende Lösung für cis" in Form von Gabelgriffen oder eines zweiten Daumenlochs entwickelt haben:
| Ton  | Cent |
| cis" | -14  |
| dis" | -10  |
| f"   | +14  |
| gis" | -12  |

Die Spielpfeife wird meist quintenrein oder gleichstufig temperiert gestimmt, um das Zusammenspiel mit anderen Instrumenten reibungsfrei zu gestalten, was bei der auch oft verwendeten reinen Stimmung nicht immer der Fall ist. In der Praxis werden Stimmwachs und Klebe- bzw. Isolierband verwendet, um den Durchmesser der Tonlöcher reversibel zu verändern und somit Töne tiefer zu setzen. Damit kann erreicht werden, dass sowohl die gleichstufige und pythagoreische als auch die reine Stimmung zur Verfügung stehen. Bei einer rein gestimmten Spielpfeife müssen z. B. h', c" und e" gesenkt werden, um dem G-Bordun gerecht zu werden; eine solche Prozedur entfällt, wenn die Spielpfeife gleichstufig gestimmt ist.

### Verfügbare Tonarten
Wie bei allen Sackpfeifen wird die Tonart durch den Bordun festgelegt. Der grundlegende Tonvorrat der Marktsackpfeife ergibt eine a-dorische Tonleiter, bei funktionierendem f" Gabelgriff steht zusätzlich a-Moll zur Verfügung. Wenn eine cis"-Lösung vorhanden ist, kommt a-mixolydisch dazu und ein gis" bringt zusammen mit cis" die Möglichkeit, Stücke in a-Dur zu spielen, was das spielbare Repertoire erheblich erweitert. Insgesamt - wenn alle im vorigen Abschnitt erwähnten Halbtöne zur Verfügung stehen - ergeben sich folgende in der westlichen historischen und modernen Musik verwendeten Tonarten:
- ACDEG (pentatonisch)
- a-Dur
- a-Moll
- a-Dorisch
- a-Mixolydisch
- a-Lydisch

Daneben sind Teile von D-Dur, d-Moll und e-Moll vorhanden, welche mit dem A-Bordun kompatibel sind. Für den G-Bordun stehen zur Verfügung:
- GAHDE (pentatonisch)
- g-Dur
- g-Mixolydisch
- g-Lydisch

Daneben sind Teile von C-Dur, c-Dorisch, C-Moll und c-Mixolydisch vorhanden. Das bedeutet, dass zumindest theoretisch 10 vollständige Tonarten einschließlich Pentatonik vorhanden sind, den Halbtonvorrat und Umstimmbarkeit vorausgesetzt. In der Praxis stehen heute cis", f" und gis" bei den meisten Herstellern zur Verfügung, so dass die Marktsackpfeife mit dem standardmäßigen A-Bordun in der Regel vier Tonarten spielen kann: a-Dorisch, a-Moll, a-Dur und a-Mixolydisch.

## Varianten
Neben der oben erwähnten Stimmung (in der Tabelle kursiv gesetzt) gibt es Marktsackpfeifen auch in anderen Stimmungen.
| Stimmung     | Spielpfeife, tiefster Ton – Grundton | Bordun(e), häufigste Variante |
| ------------ | ------------------------------------ | ----------------------------- |
| hoch-A       | g2 − a2                              | a0                            |
| hoch-G       | f2 − g2                              | g0                            |
| hoch-E       | d2 − e2                              | e0                            |
| hoch-D       | c2 − d2                              | d0                            |
| hoch-B       | b1 − b1                              | B+b0                          |
| A / Standard | g1 − a1                              | A+e0                          |
| G            | f1 − g1                              | G+d0                          |
| tief-E       | d1 − e1                              | E                             |
| tief-D       | c1 − d1                              | D+A                           |
| tief-A       | g0 − a0                              | A1+A                          |

Die Instrumente mit Spielpfeifen auf den Grundtönen A und E werden meist zusammen mit Marktsackpfeifen in Standardstimmung gespielt. Die Instrumente mit Spielpfeifen auf den Grundtönen G und D werden allein oder auch zusammen mit Holzblasinstrumenten in c/f-Stimmung gespielt. Instrumente mit einer Spielpfeife auf dem Grundton D können auch mit Instrumenten mit einer Spielpfeife auf den Grundtönen G oder A zusammen gespielt werden.

## Populäre Rezeption
Für die Marktsackpfeife haben sich in ihrer kurzen Geschichte einige je nach Gebrauch liebevoll bis abwertende Bezeichnungen eingebürgert.
Deutsche Sackpfeife: Das Design der ersten Hersteller ist sehr an zeitgenössischen Abb. orientiert. Dieser Name wird vor allem im Ausland allerdings auch für die Schäferpfeife und das Hümmelchen verwendet.
A-Schwein: Dieser Name bezieht sich auf die Grundtonart A der Standardstimmung, die im Zusammenspiel mit anderen Holzblasinstrumenten, die meist in c/f-Stimmung stehen, zu Problemen führen kann. Aus diesem Grund bieten vor allem Sackpfeifenbauer, die auch Marktsackpfeifen bauen, mittlerweile Schalmeien und Rauschpfeifen an, die ebenfalls auf dem tiefsten Ton g beginnen und offen gegriffen den Tonvorrat einer dorischen Tonleiter auf dem Grundton A hervorbringen.
Alternative Erklärung: Im Mittelaltermarktjargon eine Anspielung auf das A-Wort (authentisch, Authentizität), was auf diese Sackpfeifen oft nicht zutrifft.
Osthupe – nimmt Bezug darauf, dass das Instrument erstmals auf dem Gebiet der ehemaligen DDR vermehrt in Erscheinung trat.
Mittelalterhupe – hat sich parallel zur Osthupe unter Spielern anderer Sackpfeifentypen eingebürgert.
Machosack – nimmt Bezug auf einige rein männlich besetzte Musikgruppen, die die Marktsackpfeife spielen und sich bei ihren Auftritten bewusst derbe bis brachial präsentieren.
Krachtüte – bezieht sich darauf, dass Marktsäcke meistens sehr laut sind.
Mittlerweile ist das Instrument im 21. Jahrhundert angekommen und wird in der Musik der Mittelalterszene selbstverständlich eingesetzt. Vor allem Sackpfeifenbauer in der DDR haben zunächst die Entwicklung vorangetrieben, mittlerweile werden Marktsackpfeifen in ganz Mitteleuropa gefertigt. Es hat nach wie vor einen starken Symbolwert: männlich, urwüchsig, barbarisch, kraftvoll usw., was oft dazu führte, dass die tatsächlichen musikalischen Möglichkeiten der Marktsackpfeife, aufgrund ihrer szenetypischen Verwendung, nicht ausgereizt wurden. Dadurch bestehen bis heute recht weit verbreitete Überzeugungen, z. B. dass die Marktsackpfeife ausschließlich auf die dorische Tonleiter beschränkt ist, keinerlei Chromatik besitzt und keine andere Griffweise als die offene zulässt, welche auch oft als "einfach zu lernen" wahrgenommen wird. Ebenfalls wird oft pauschal angenommen, dass die Marktsackpfeife für Sackpfeifen-Spieltechniken (Vorschlagnoten, Triller, Vibrati, Taps, Doublings, Rolls etc.) rein technisch ungeeignet ist, da in der szenetypischen Musik und Darbietungsart solche Spieltechniken generell keinen Einsatz finden. Solcherlei Annahmen werden auch dadurch verstärkt, dass die Versuche, die Spieltechnik einer Great Highland Bagpipe, Cornemuse du Centre oder Kaba Gajda auf der Marktsackpfeife zu kopieren, nur schlecht bis gar nicht funktionieren, da diese in die auf der Marktsackpfeife gewöhnlich gespielte Stücke sich musikalisch kaum einbinden lässt.

## Übungsinstrumente

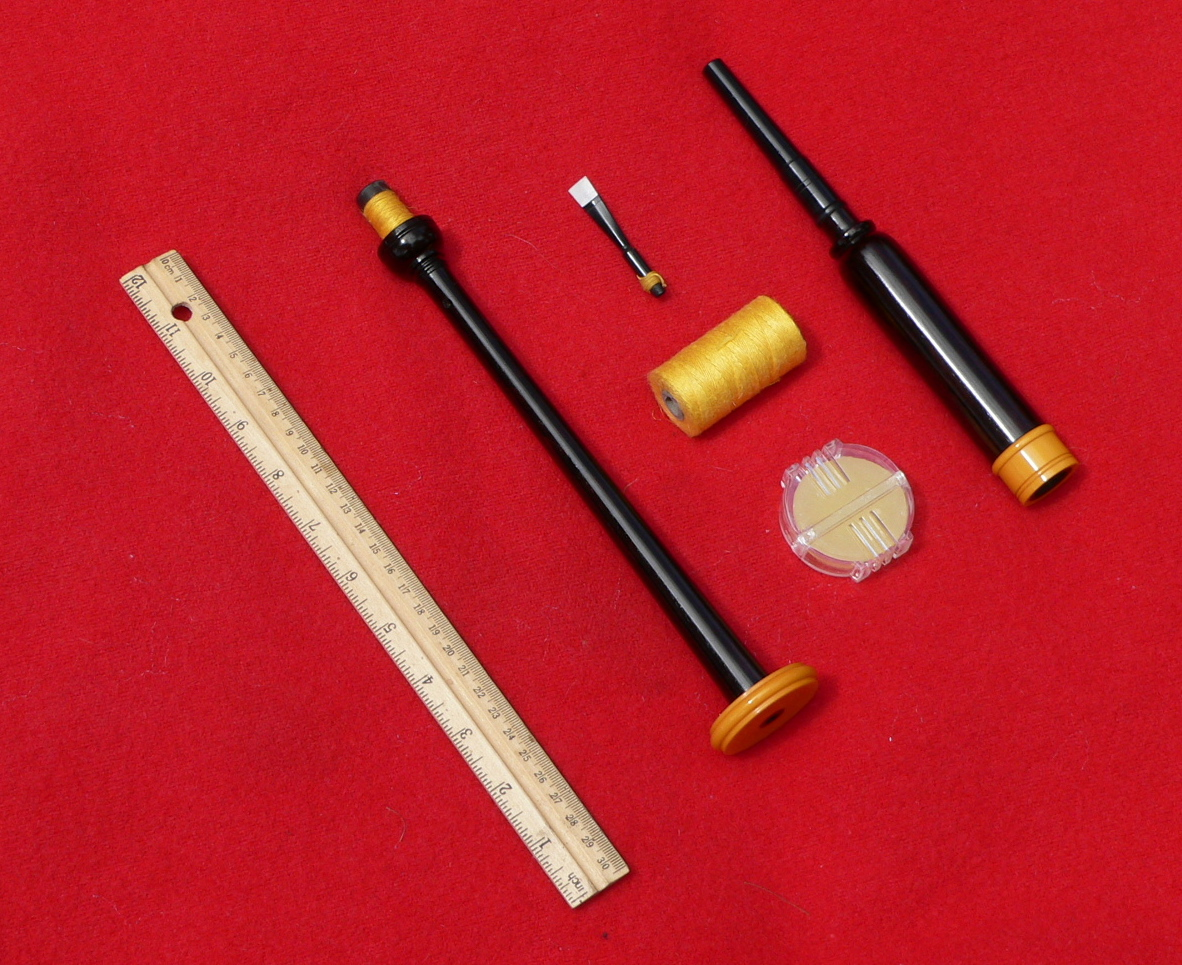
Der schottische Practice Chanter als Vorbild für entsprechende Übungsinstrumente

Wegen ihrer enormen Lautstärke eignet sich die Marktsackpfeife nicht zum Musizieren in kleineren Räumen. Zum Erlernen der Griffweise und später auch zum Einüben neuer Stücke wird als Übungsinstrument häufig eine Blockflöte mit offener Griffweise („deutsche Griffweise“) verwendet. Von den Grifflochabständen her kommt eine Altblockflöte in F der Spielpfeife einer Marktsackpfeife in Standardstimmung am nächsten, dennoch wird häufiger auf einer Sopranblockflöte in C geübt, da diese kostengünstiger oder in vielen Haushalten ohnehin vorhanden ist. Als Übungsinstrumente oder auch als Ersatz bei Aufführungen in kleineren Räumen sind mittlerweile auch Hümmelchen erhältlich, deren Spielpfeifen mit offener Griffweise gespielt werden. Diese Hümmelchen sind je nach Hersteller optisch ähnlich wie Marktsackpfeifen gestaltet. Seit kurzem gibt es ebenfalls Übungspfeifen nach dem Vorbild des schottischen Practice Chanter.